# Patrik Svensson
Patrik Svensson (ur. 7 grudnia 1972 w Kvidinge) – szwedzki dziennikarz i pisarz.

## Życiorys
Patrik Svensson pracuje jako dziennikarz dla Sydsvenskan i redakcji kulturalnej Helsingborgs Dagblad. Jako pisarz zadebiutował latem 2019 roku książką Ålevangeliet, będącą z jednej strony jest opowieścią o węgorzu jako gatunku i jego znaczeniu w kulturze ludzi, a z drugiej strony autobiograficzną opowieścią o autorze i jego ojcu.
Patrik Svensson został wyróżniony nagrodą Augusta w kategorii literatury faktu w roku 2019.

## Publikacje
- Ålevangeliet – berättelsen om världens mest gåtfulla fisk, Bonniers, Sztokholm 2019, ISBN 978-91-0-017801-7 (wydanie polskie: Ewangelia według węgorza w przekładzie Ewy Wojciechowskiej, Wydawnictwo Otwarte, Kraków 2020, ISBN 978-83-8135-030-3).